# Elisabetta Cocciaretto
Elisabetta Cocciaretto (Ancona, 25 de enero de 2001) es una jugadora de tenis italiana.
Su ranking más alto en individuales fue el 64 logrado en octubre de 2022. Lo alcanzó tras sumar su primer título WTA125 en Tampico, México, dónde derrotaría en la final a la polaca Magda Linette.
En la gira juvenil, Cocciaretto tuvo una clasificación combinada la cual fue la número 17, lo más alta de su carrera, lograda el 5 de febrero de 2018. Llegó a las semifinales en el evento individual femenino del Abierto de Australia 2018 junior, perdiendo ante la eventual campeona Liang En-shuo.
En el 2020 se clasificó por primera vez en su carrera a un Grand Slam, que fue el Abierto de Australia. Cocciaretto hizo su debut en la Copa Federación con Italia en 2018.

## Títulos WTA (1; 1+0)

### Individuales (1)
| Leyenda                                |
| Grand Slam (0)                         |
| Juegos Olímpicos (0)                   |
| WTA Finals (0)                         |
| P. Mandatory & Premier 5, WTA 1000 (0) |
| Premier, WTA 500 (0)                   |
| International, WTA 250 (1)             |

| No. | Fecha               | Torneo  | Superficie    | Oponente en la final | Resultado     |
| 1.  | 30 de julio de 2023 | Lausana | Tierra batida | Clara Burel          | 7-5, 4-6, 6-4 |

#### Finalista (1)
| No. | Fecha               | Torneo | Superficie | Oponente en la final | Resultado   |
| 1.  | 14 de enero de 2023 | Hobart | Dura       | Lauren Davis         | 6-7(0), 2-6 |

### Dobles (0)
| Leyenda                                |
| Grand Slam (0)                         |
| Juegos Olímpicos (0)                   |
| WTA Finals (0)                         |
| P. Mandatory & Premier 5, WTA 1000 (0) |
| Premier, WTA 500 (0)                   |
| International, WTA 250 (0)             |

#### Finalista (1)
| N.º | Fecha               | Torneo  | Superficie    | Pareja           | Oponentes en la final       | Resultado |
| --- | ------------------- | ------- | ------------- | ---------------- | --------------------------- | --------- |
| 1.  | 9 de agosto de 2020 | Palermo | Tierra batida | Martina Trevisan | Arantxa Rus Tamara Zidanšek | 2-6, 5-7  |

## Títulos WTA 125s

### Individuales (3–1)
| Resultado | Fecha                   | Torneo          | Superficie      | Oponente        | Puntaje       |
| --------- | ----------------------- | --------------- | --------------- | --------------- | ------------- |
| Finalista | 6 de septiembre de 2020 | Praga           | Arcilla         | Kristína Kučová | 4-6, 3-6      |
| Campeona  | 30 de octubre de 2022   | Tampico         | Dura            | Magda Linette   | 7-6, 4-6, 6-1 |
| Campeona  | 2 de abril de 2023      | San Luis Potosí | Arcilla         | Sara Errani     | 5-7, 6-4, 7-5 |
| Campeona  | 16 de marzo de 2024     | Charleston      | Arcilla (verde) | Diana Shnaider  | 6-3, 6-2      |

### Dobles (1–0)
| Resultado | Fecha                    | Torneos | Superficie    | Pareja         | Oponentes               | Resultado |
| --------- | ------------------------ | ------- | ------------- | -------------- | ----------------------- | --------- |
| Campeona  | 11 de septiembre de 2022 | Bari    | Tierra batida | Olga Danilović | Andrea Gámiz Eva Vedder | 6-2, 6-3  |